# Ophichthus parilis
Ophichthus parilis är en fiskart som först beskrevs av Richardson, 1848.  Ophichthus parilis ingår i släktet Ophichthus och familjen Ophichthidae. Inga underarter finns listade i Catalogue of Life.